# Дуала
 Тази статия е за града в Камерун.  За етническата група вижте Дуала (народност).  
Дуала̀ (на френски: Douala) е град в западен Камерун, административен център на департамента Вури и региона Литорал. Населението му е около 2 450 000 души (2011), което го прави най-големият град в страната.

## География
Дуала е разположен на естуара на река Вури, на 25 km над неговото вливане в Гвинейския залив. Основната част от града е разположена на левия югоизточен бряг – на отсрещния бряг се намира районът Бонабери, свързан с града чрез Бонаберийския мост.
Дуала се разделя на 7 района – Аква, Баса, Бонабери, Бонапризо, Бонанжо, Деидо и Ню Бел – включващи над 120 квартала. Аква, наричан в миналото Плато Жос, е главният търговски район, а повечето административни учреждения се намират в Бонанжо.
Дуала има тропичен мусонен климат (Am по Кьопен) с относително постоянни температури през цялата година, като само юли и август са малко по-хладни. Времето обикновено е горещо и влажно, със средногодишна температура 27,0 °C и средна влажност на въздуха 85%. Валежите са изобилни през цялата година, със средно годишно количество 3600 mm. Най-сух е месец декември със средно 28 mm валежи, а най-дъждовен е август със 700 mm.
| Дуала                                                                            | Дуала | Дуала | Дуала | Дуала | Дуала | Дуала | Дуала | Дуала | Дуала | Дуала | Дуала | Дуала | Дуала   |
| Месеци                                                                           | яну.  | фев.  | март  | апр.  | май   | юни   | юли   | авг.  | сеп.  | окт.  | ное.  | дек.  | Годишно |
| Абсолютни максимални температури (°C)                                            | 33    | 35    | 37    | 37    | 37    | 32    | 35    | 32    | 32    | 37    | 36    | 32    | 37      |
| Средни максимални температури (°C)                                               | 32,2  | 32,8  | 32,5  | 32,1  | 31,4  | 29,9  | 28,1  | 27,7  | 29,0  | 29,8  | 30,9  | 31,7  |         |
| Средни температури (°C)                                                          | 27,8  | 28,5  | 28,2  | 27,8  | 27,3  | 26,5  | 25,4  | 25,3  | 25,9  | 26,2  | 27,1  | 27,5  |         |
| Средни минимални температури (°C)                                                | 23,4  | 24,1  | 23,9  | 23,5  | 23,2  | 23,0  | 22,7  | 22,8  | 22,8  | 22,5  | 23,2  | 23,3  |         |
| Абсолютни минимални температури (°C)                                             | 17    | 18    | 18    | 18    | 20    | 19    | 17    | 18    | 17    | 17    | 18    | 20    | 17      |
| Средни месечни валежи (mm)                                                       | 34,2  | 54,5  | 155,2 | 241,2 | 276,2 | 354,1 | 681,4 | 687,5 | 561,2 | 406,6 | 123,1 | 27,5  |         |
| -------------------------------------------------------------------------------- | ----- | ----- | ----- | ----- | ----- | ----- | ----- | ----- | ----- | ----- | ----- | ----- | ------- |
| Източник: Световна метеорологична организацияХонконгска обсерватория Weatherbase |       |       |       |       |       |       |       |       |       |       |       |       |         |

## История
Първите европейци, посетили областта на днешния град Дуала, са португалците около 1472 година, които наричат устието Риу душ Камарунш. В средата на XVII век около него вече се е образувал град, заселен главно с пришълци от вътрешността, главно от етническата група дуала. През XVIII век Дуала се развива като център на презокеанската търговия с роби. През 1849 година британски мисионери основават баптистка църква.
През 1884 година селището става център на протектората Германски Камерун, като германците го наричат Камерунщат. През 1896 година те разработват първия градоустройствен план, предвиждащ изграждането на болница, резиденция за губернатора, съдебна палата, полицейски участък, административни, пристанищни и митнически сгради. През 1901 година столицата на колонията е преместена в Буеа, а през 1907 година Камерунщат е преименуван на Дуала. През този период е построен дворецът на крал Манга Ндумбе Бел и други внушителни резиденции на местни земевладелци. По това време градът има около 23 хиляди жители. През 1914 година голяма част от жителите на Бонанжо са изселени в новосъздадения район Ню Бел.
През 1919 година Дуала става част от подмандатната територия Френски Камерун. През следващите години са построени търговска камара, нова съдебна палата, нова железопътна гара, католическата катедрала „Свети Петър и Павел“. През 1955 година е завършен Бонаберийският мост, даващ възможност за развитие на града към десния бряг на естуара на Вури. През 1955 година населението на града надхвърля 100 хиляди души.
През 1960 година Камерун получава независимост и, макар че столица е Яунде, Дуала остава водещият стопански център. През 1972 година населението му надминава 500 хиляди. През 1991 година градът е в центъра на масова стачка и гражданско неподчинение, поставящи си за цел премахването на еднопартийния режим и политическа либерализация.

## Икономика
Дуала е търговската столица на Камерун.

## Инфраструктура
Дуала е пристанище на Гвинейския залив на Атлантическия океан, най-голямото в страната. Тук е и най-голямото международно летище на Камерун. Като транспортен център е главният град за износ на петрол, кокос и кафе, а също и за транзитна търговия на Чад.

## Известни личности
Родени в Дуала
- Самюел Ето'о (р. 1981), футболист
- Жан-Ален Бумсонг (р. 1979), футболист